# ATP Challenger Abidjan
Das ATP Challenger Abidjan (offizieller Name: Cote d'Ivoire Open) ist ein Tennisturnier in Abidjan, Elfenbeinküste, das seit 2025 ausgetragen wird. Es ist Teil der ATP Challenger Tour und wird im Freien auf Hartplatz gespielt.

## Liste der Sieger

### Einzel
| Jahr     | Sieger            | Finalgegner       | Ergebnis       |
| -------- | ----------------- | ----------------- | -------------- |
| 2025 (2) | Eliakim Coulibaly | Aziz Dougaz       | 6:73, 6:4, 6:4 |
| 2025 (1) | Maximus Jones     | Ričardas Berankis | 6:3, 4:6, 6:4  |

### Doppel
| Jahr     | Sieger                                  | Finalgegner                          | Ergebnis  |
| -------- | --------------------------------------- | ------------------------------------ | --------- |
| 2025 (2) | Constantin Bittoun Kouzmine Aziz Ouakaa | Aleksandre Bakschi S. D. Prajwal Dev | 7:65, 7:5 |
| 2025 (1) | Matt Hulme Thijmen Loof                 | Clément Chidekh Jody Maginley        | 7:63, 6:4 |